# Pravice LGBT v Sloveniji
Lezbijke, geji, biseksualne, transspolne ter ostale necis- ali neheteroseksualne osebe (LGBT+) se lahko v Sloveniji soočajo z določenimi izzivi, s katerimi se ostali prebivalci, ki niso del skupnosti LGBT+, ne srečujejo. Čeprav je diskriminacijo na podlagi spolne usmerjenosti v Sloveniji dandanes še moč čutiti, so se zakoni, ki obravnavajo pravice državljank in državljanov iz skupnosti LGBT+, skozi čas precej razvili. Prav tako se je izboljšalo javno mnenje glede njihovih pravic.

## Zgodovina LGBT+ na Slovenskem

### Pred osamosvojitvijo
Zaradi katoliškega cerkvenega prava so bila homoseksualna razmerja v preteklosti na Slovenskem ilegalna in pogosto so terjala hude kazni, med drugim tudi prisilno delo ali celo usmrtitev vpletenih. Prvi dokumentiran primer sojenja homoseksualcem izhaja z deželskega sodišča Hrastovec na Spodnjem Štajerskem, kjer sta maja leta 1749 bila obsojena Peter Vombek in Anton Gabrovec, oba iz Viničke vasi v Slovenskih goricah, ker ju je sovaščan ovadil zaradi njunih večkratnih neprikritih spolnih odnosov, ki so bili posledica kroničnega pijančevanja. Zanimivo je dejstvo, da je sodba potekala v nemščini in tudi slovenščini s sodnim tolmačem, kar za tiste čase ni bilo običajno. Sodnik Johann Adam Mannhardt je zaradi olajševalnih okoliščin (vpliva alkohola) predlagal milejšo kazen, kot sta jo predvidevali deželno in cerkveno pravo, in sicer je namesto usmrtitve predlagal izgon iz dežele Štajerske in deset let prisilnega dela. Deželna kneginja Marija Terezija se z njegovim predlogom, ki ga je nanjo naslovil, ni strinjala, zato je lastnoročno izdala ukaz usmrtitve Vombka in Gabrovca zaradi "nečistovanja proti naravi in Bogu".
Prvo zabeleženo pričevanje lezbične tematike v slovenski poeziji najdemo v pesniški zbirki Ljudmile Poljanec z naslovom Poezije, v razdelku Ob Adriji, ki zajema deset pesmi in pa cikel Baronesi Sonji. Te vsebine je pokazala kolegu Antonu Aškrcu, ki je do nje gojil poseben odnos in jo celo poskusil zasnubiti. Lezbične vsebine so ga tako zelo šokirale, da je celo v enem od svojih zapisov dejal: "Kako se morete zaljubiti v žensko, meni pa moški nikoli niso všeč!"
8. junija 1921 je bil za ljubljanskega župana izvoljen Anton Pesek, povezan s stranko NSS. Na njegovem hrbtu se je odigral politični boj med strankama JDS in NSS, ki sta bili obe liberalno usmerjeni in sta se tako potegovali za glasove iste baze volivcev. JDS je v svojem časniku Jutro še pred volitvami objavila novice o domnevnih finančnih zlorabah Peska, na kar se je slednji hitro odzval in vseeno na volitvah zmagal s podporo mestnega sveta (socialistov, klerikalcev, komunistov in socialnih demokratov). Njegovi izvolitvi bi morala slediti še formalna potrditev mandata s strani kralja, vendar se je v Beogradu stvar zapletla. Notranji minister Pribčević, ki bi moral Peskovo izvolitev dati v potrditev, je na avgustovski seji ministrskega sveta v Beogradu sporočil, da ne bo predložil potrditve Peska zaradi "neke novice s Ptuja, ki je mučna zadeva". Pojasnil je, da je imel Pesek "moralistične defekte" in da naj bi bil dokazano homoseksualen. Pesek je v Jugoslaviji, časniku NSS, zapisal, da je šlo za zrežirano politično gonjo proti njemu, ki jo je vršila stranka JDS. Septembra 1921 je na Ptujskem okrajnem sodišču tožil nadučitelja Ivana Klemenčiča zaradi povzročitve afere in širjenja neresnic o njegovi domnevni homoseksualnosti. V Jutru so poročali o sodnem procesu. Zapisali so, da je proti Pesku pričal šolski nadzornik P. F. s Ptuja, ki ga naj bi Pesek v enem izmed celjskih hotelov »skušal pridobiti za homoseksualno občevanje«. Tudi učitelj Š. je trdil, da je Pesek »skušal na njem izvršiti homoseksualna dejanja na raznih krajih in na razne načine«. Tudi tretja priča, R., je potrdila, da je Pesek homoseksualec. Učitelj V. K. je povedal, »kako je Pesek kot dijak v Mariboru prišel k njemu v stanovanje ter poskušal ponoči zadostiti svoji nenaravni pohotnosti ter mu drugo jutro, ko je odšel, pustil na mizi nekaj denarja«. Peskov zagovornik je trdil, da so vse priče podkupljene. Sodba je bila izrečena 26. septembra 1921, v kateri je bil Pesek spoznan za krivega homoseksualnosti. Za Peska je sodba pomenila konec njegove politične in nato še poslovne poti. Najprej je moral odstopiti z vodstvenih položajev v NSS. Njegovo tiskarno, časnik Jugoslavija in nato še njegovo hišo na Wolfovi ulici v Ljubljani je kupila Jadranska banka. Poraženi Pesek se je preselil v Beograd, umrl pa je v Ljubljani leta 1956. Bil je prvi izvoljeni ljubljanski župan, ki svojega županovanja ni mogel opravljati zaradi domnevne homoseksualnosti.
Po Kazenskem zakoniku iz 30. junija 1959 so bila moška homoseksualna dejanja nezakonita v vsej Jugoslaviji. V prvi polovici 70. let je oblast nad kazenskim zakonikom prešla z Zvezne republike na osem držav in pokrajin članic. Nov kazenski zakonik, ki je dekriminaliziral homoseksualne spolne odnose, je bil sprejet leta 1976 in stopil v veljavo leta 1977. Vse diskriminatorne določbe so bile odstranjene. V stari zakonodaji pa ni bilo nobene omembe lezbičnih razmerij.

### Socialno-pravni izzivi LGBT+ po osamosvojitvi

#### Priznavanje istospolnih razmerij
Registrirana istospolna partnerska skupnost za istospolne pare je v Sloveniji zakonita od 23. julija 2006, toda z omejenimi dedovanjem, socialno varnostjo in pravicami najbližjih sorodnikov. Od uzakonitve registracije istospolne partnerske skupnosti je do februarja 2017, ko je stopil v veljavo zakon o partnerski zvezi, registracijo svoje istospolne partnerske skupnosti opravilo 160 parov.
Julija 2009 je Ustavno sodišče Republike Slovenije ugotovilo, da je 22. člen Zakona o registraciji istospolne partnerske skupnosti (ZRIPS) kršil pravico nediskriminacije iz 14. člena Ustave Republike Slovenije na podlagi spolne usmerjenosti, in zahtevalo, da zakonodajna oblast odpravi ugotovljene neskladnosti v roku šestih mesecev.
Državni zbor RS je 16. 6. 2011 sprejel Družinski zakonik, ki je temeljito reformiral družinsko pravo. Med drugim je uvedel tudi partnersko skupnost in zunajpartnersko skupnost. Partnerska skupnost je bila določena kot življenjska skupnost dveh moških ali dveh žensk ter ima enake pravne posledice kot zakonska zveza, razen v primerih, kjer zakon določa drugače. Zunajpartnerska skupnost pa je življenjska skupnost dveh oseb istega spola, ki nista sklenila partnerske skupnosti, vendar ni razlogov, zaradi katerih bi bila partnerska skupnost neveljavna. Partnerja partnerske skupnosti ali partnerja zunajpartnerske skupnosti ne moreta skupaj posvojiti otroka, lahko pa partner partnerske skupnosti ali partner zunajpartnerske skupnosti posvoji otroka svojega partnerja. Prav tako zakon ne omogoča pravice do postopka umetne oploditve.
Civilna iniciativa za družine in pravice otrok pod vodstvom Aleša Primca je s pomočjo RKC zbrala in vložila podpise za referendum o Družinskem zakoniku. Svojo pobudo so utemeljevali na lažeh in zavajanju, kar so dosegli s pomočjo cerkvenih pridigarjev. Trdili so namreč, da zakon omogoča nadomestno materinstvo, umetne oploditve za istospolne pare in skupne posvojitve otrok v istospolne partnerske skupnosti. Referendum je potekal 25. marca 2012. Zakon je bil zavrnjen, proti je glasovalo 54,55 % volivcev.
3. marca 2015 je Državni zbor Republike Slovenije izglasoval zakon za legalizacijo istospolnih porok z 51/79 glasov. 10. marca 2015 je Državni svet Republike Slovenije s 23/37 glasov zavrnil pobudo, da bi Državni zbor lahko znova glasoval o zakonu. Nasprotniki zakona so sprožili peticijo za referendum, tokrat pod imenom Za otroke gre, vendar je šlo zgolj za preimenovanje Civilne iniciative za družine in pravice otrok. Tudi tokrat so navajali laži, da zakon omogoča nadomestno materinstvo, umetne oploditve samskih žensk ter uvaja teorijo spola v učne načrte. Pobudniki peticije so s pomočjo RKC pridobili več kot dovolj podpisov za izvedbo referenduma. 22. oktobra 2015 je Ustavno sodišče s 5/9 glasov odločilo, da si Državni zbor ne more po svoje razlagati ustave in da je glasovanje za zavrnitev referenduma nezakonito. Referendum je potekal 20. decembra 2015 in s 63,51 % veljavnih glasov PROTI bil zavrnjen.
Ustavno sodišče RS je 18. februarja 2016 odločilo, da je treba tudi istospolnim partnerjem dovoliti, da skupnost registrirajo zunaj uradnih prostorov upravne enote. Šesti člen Zakona o registraciji istospolne partnerske skupnosti je namreč določal, da se postopek registracije lahko opravi le v uradnih prostorih upravne enote. Sodišče je odločilo, da taka določba je v nasprotju z načelom enakosti. Državni zbor je imel pol leta časa, da protiustavnost odpravi in zakon spremeni, do takrat pa je veljalo, da lahko istospolni partnerji skupnost registrirajo tudi drugje, če tako želijo in za to navedejo pomembne razloge. S tem je postala ureditev enaka ureditvi za heteroseksualne pare. Ustavno sodišče je odločilo soglasno in brez ločenih mnenj.
16. junija 2016 pa je Ustavno sodišče odločilo, da je prvi člen Zakona o mednarodni zaščiti, ki govori o tem, da mora pristojni organ pri svojem delu upoštevati načelo ohranjanja enotnosti družine, v neskladju z ustavo, saj istospolnih partnerjev ni priznaval kot družinske člane. Sodišče je zatrjevano neenakost primerjalo s prepovedjo diskriminacije iz prvega odstavka 14. člena ustave. Ta določa, da so vsakomur zagotovljene enake človekove pravice in temeljne svoboščine, ne glede na narodnost, raso, spol, jezik, vero, politično ali drugo prepričanje, gmotno stanje, rojstvo, izobrazbo, družbeni položaj, invalidnost ali katerokoli drugo osebno okoliščino. Položaj istospolnih partnerjev (registriranih partnerjev in partnerjev, ki živijo v dalj časa trajajoči življenjski skupnosti) je namreč po mnenju sodišča z vidika človekove pravice do družinskega življenja v bistvenih dejanskih podlagah primerljiv s položajem raznospolnih partnerjev (zakoncev in partnerjev, ki živijo v dalj časa trajajoči življenjski skupnosti). Ker zakonodajalec med osebami, ki lahko štejejo za družinskega člana prosilca za mednarodno zaščito, ni določil tudi istospolnih partnerjev (registriranih partnerjev in partnerjev, ki živijo v dalj časa trajajoči življenjski skupnosti), je nedopustno posegel v pravico do nediskriminacijskega obravnavanja pri uresničevanju pravice do družinskega življenja. Takšno razlikovanje v ureditvi družinskih članov prosilcev za mednarodno zaščito ne temelji na neki stvarni, neosebni razlikovalni okoliščini, temveč na spolni usmerjenosti, pri čemer zakonodajalec za takšno razlikovanje ni navedel ustavno dopustnega razloga.
21. aprila 2016 je Državni zbor odobril izdajo zakona, ki istospolnim parom podeljuje vse pravice zakona, razen posvojitve in oploditve z biomedicinsko pomočjo. Nasprotniki zakona so začeli peticijo za vnovičen referendum, vendar pa predsednik Državnega zbora Milan Brglez ponovnega referenduma ni dovolil. Dejal je, da gre za zlorabo referendumskega zakona. Zakon je začel veljati 24. maja 2016 in je stopil v uporabo 24. februarja 2017. Od 24. februarja 2017 do 10. junija je partnersko zvezo sklenilo sedem parov.

#### Pravna zaščita
Leta 1998 je bila prepovedana kakršnakoli oblika diskriminacije na delovnem mestu na podlagi spolne usmerjenosti. Isto velja tudi za iskalce dela. Diskriminacija na podlagi spolne usmerjenosti je bila prav tako prepovedana na drugih področjih, kot so šolstvo, nastanitev ter razpolaga z blagom in storitve. Slovenija ima ene izmed najobsežnejših protidiskriminacijskih zakonov v EU. Julija 2009 je Ustavno sodišče ugotovilo, da 14. člen Ustave Republike Slovenije prepoveduje diskriminacijo na podlagi spolne usmerjenosti
17. februarja 2016 je vlada sprejela nov protidiskriminacijski zakon, ki med drugim prepoveduje diskriminacijo na podlagi spolne usmerjenosti, spolne identitete in spolnega izražanja. Zakon je bil 21. aprila sprejet s strani Državnega zbora s 50/67 glasov. Državni svet ni zahteval, da bi Državni zbor znova glasoval o zakonu. 
28. aprila je Sindikat delavcev migrantov Slovenije (SDMS) vložilo zahtevo, da bi se ponovno izvedel referendum. Toda 5. maja je predsednik Državnega zbora Milan Brglez zavrnil 35-dnevni rok, do katerega bi lahko pobudniki zbrali zahtevanih 40.000 veljavnih podpisov za izvedbo referenduma, saj naj bi šlo za zlorabo referendumskega zakona. Naslednjega dne je poslal odredbo o proglasitvi zakona. Zakon je bil proglašen s strani predsednika Republike Slovenije Boruta Pahorja in objavljen v uradnem listu 9. maja 2016. 10. maja je SDMS Brglezovo odločitev podalo v obravnavo Ustavnemu sodišču. Sodišče je 14. julija 2016 pritrdilo Brglezu in zavrglo pritožbo SDMS ter odločilo, da je šlo za zlorabo pravice do referenduma.

## Javno mnenje
Anketa Eurobarometra, ki je bila objavljena decembra 2006, je pokazala, da je 31 % anketiranih Slovencev podpiralo istospolne poroke, 17 % vseh pa jih je menilo, da bi morali istospolni pari imeti tudi pravico do posvojitve otrok (povprečje pritrdilnih odgovorov v Evropski Uniji je znašalo 44 % za prvo in 33 % za drugo vprašanje).
Anketa Dela Stik, objavljena februarja 2015, je pokazala, da je 59 % anketiranih Slovencev podpiralo istospolne poroke, medtem ko jih je 38 % vseh podpiralo tudi posvojitve otrok s strani istospolnih staršev. Anketa je med drugim merila tudi podporo Noveli Zakona o zakonski zvezi in družinskih razmerjih, o kateri je takrat v Državnem zboru tekla razprava. Rezultati so pokazali, da je novelo podpirala skromna večina (51 %) anketiranih Slovencev.
Oktobra 2015 je bila objavljena anketa Eurobarometra, ki je pokazala, da je 54 % Slovencev menilo, da bi morali geji, lezbijke in biseksualci imeti enake pravice kot heteroseksualne osebe (v EU je bilo povprečje pritrdilnih odgovorov na to vprašanje 71 %). Temu je nasprotovalo 40 % (v EU je bilo povprečje pritrdilnih odgovorov na to vprašanje 23 %), neopredeljenih pa je bilo 6 % (enako EU povprečju). Da s spolnim odnosom med osebama istega spola ni nič narobe, je menilo 55 % Slovencev (v EU je bilo povprečje pritrdilnih odgovorov na to vprašanje 67 %), 38 % pa je nasprotovalo takemu odnosu (v EU je bilo povprečje pritrdilnih odgovorov na to vprašanje 27 %). 54 % Slovencev je menilo, da bi morale biti istospolne poroke dovoljene v celotni Evropi (v EU je bilo povprečje pritrdilnih odgovorov na to vprašanje 61 %), s tem pa se ni strinjalo 40 % anketirancev (v EU je bilo povprečje pritrdilnih odgovorov na to vprašanje 33 %), 6 % vprašanih pa je bilo neopredeljenih (enako EU povprečju).
Decembra 2015, nekaj dni pred Referendumom o Zakonu o spremembah in dopolnitvah Zakona o Zakonski zvezi in družinskih razmerjih, je Delo znova objavilo izsledke javnomnenjske ankete, ki je pokazala, da se je referenduma nameravalo zagotovo udeležiti 43 % anketirancev. Od teh 43 % jih je 47 % odgovorilo, da ne podpirajo izenačitve pravic, medtem ko se jih je za podporo izenačitve pravic izreklo 45 %, 8 % pa ni bilo opredeljenih.

### Javni napisi o tematiki LGBT+
- grafit na fasadi pred Gimnazijo Koper v odgovor na predreferendumski čas, prevod: "Volim lahko, ker sem človek, in ne ker sem moški. Šolam se lahko, ker sem človek, in ne ker sem bele polti. Nekega dne se hočem poročiti, ker sem človek, ne pa ker sem straight."
- V Kranju so grafit, ki se je prvotno glasil Lezbijke na kole, spremenili v Pred lezbijke na kolena.
- grafit na koprski stolnici Marijinega vnebovzetja v predreferendumskem času
- napis na zapuščeni hiši na Tržaški cesti v Ljubljani

## Gibanja LGBT+ v Sloveniji

### Začetki organiziranega gibanja LGBT+
Lezbično in gejevsko gibanje je v Ljubljani aktivno od leta 1984, ko je bil ustanovljen Magnus, gejevski oddelek na ŠKUC (Študentski kulturno-umetniški center, Ljubljana), kot »Kulturna organizacija za socializacijo homoseksualnosti«. Prolezbična feministična skupina Lilit, ki je začela delovati leta 1985, od leta 1987 kot LL, je bila lezbična skupina znotraj ŠKUC. Leta 1990 sta Magnus in LL ustanovili nacionalno lezbično in gejevsko kampanjsko organizacijo Roza klub.
Organizirano LGBT gibanje se je v Sloveniji začelo že v osemdesetih letih, leta 1984, ko je v decembru potekal prvi ustanovni sestanek sekcije Magnus, ki je delovala znotraj takratnega ŠKUC (Študentskega kulturno-umetniškega centra) foruma in je prva gejevska organizacija v tedanjih socialističnih državah. Oblikovanje sekcije je sledilo aprilskemu Festivalu Magnus: »Homoseksualnost in kultura« v toku katerega so se zvrstili številni tematski LGBT dogodki (odprtje razstave homoseksualnega tiska, video projekcije filmov …).
Tudi v tedanji Jugoslaviji pa je bil pomemben del združevanja LGBT tedanja klubska scena, tako se je vsako soboto zvečer tedanji disko FV prelevil v Magnus Gay Club, ki je bil edino organizirano družabno življenje gejev v socialističnih državah. Magnus je bil v večini sestavljen iz gejev, tako da se je leto pozneje oblikovala feministična iniciativa Lilit, znotraj katere je je leta 1987 oblikovala lezbična sekcija LL, ki se je leto pozneje osamosvojila in zaživela pod okriljem ŠKUC foruma.
Skozi leta delovanja so organizacije pustile močan pečat na kulturnem in literarnem področju, kakor tudi na področju ozaveščanja preventive okužb s HIV-om, družabnem življenju in pobudam za združevanje v varnih prostorih, prav tako pa so skozi različne akcije naslavljale politične odločevalce in strokovnjake.

### Najstarejši festival LGBT+ filma v Evropi
Festival LGBT filma je bil v Sloveniji prvič organiziran leta 1984 v okviru festivala Magnus in velja za najstarejši festival LGBT+ filma v Evropi ter najstarejši mednarodni filmski festival v Sloveniji. Filmske projekcije se tradicionalno odvijajo v Slovenski kinoteki v decembru. Ob 30-letnici se je Festival gejevskega in lezbičnega filma preimenoval v Festival LGBT filma.

### Kulturno informacijsko in svetovalno središče Legebitra
Glavni namen razvoja društva Informacijski center Legebitra (LEGEBITRA) je bil zagotavljanje varnega prostora za lezbijke, geje, biseksualne in transspolne osebe. Društvo se je razvilo iz neformalne skupine Legebitra, ki je bila ustanovljena kot projekt Študentske organizacije Univerze v Ljubljani leta 1998. Pri svojem delu društvo deluje primarno na področjih zagovorništva pravic za istospolno usmerjene, biseksualne in transspolne osebe (LGBT) in socialno-varstvenih storitev za mlade iz skupine LGBT. 
Poslanstvo organizacije, ki danes deluje kot nevladna organizacija neprofitnega značaja s statusom humanitarne organizacije, je predvsem izboljšati položaj in odnos do LGBT-oseb na različnih nivojih in področjih življenja v Sloveniji. Z zagotavljanjem varnega prostora in posredovanjem relevantnih in točnih informacij izobražuje in osvešča, hkrati pa s svojim delom tudi opozarja na neenakost v slovenski družbi.

### Škandal v lokalu Galerija, protestno pitje radenske in prva parada ponosa v Ljubljani
Kljub temu da se je dokaj močno in napredno gibanje oblikovalo že v zgodnjih 80-ih letih, pa je prvo parado ponosa Slovenija doživela šele v novem tisočletju.
Leta 2001 sta v ljubljanski lokal Galerija poskušala vstopiti dva pesnika, Brane Mozetič in Jean Paul Daoustu. Redar ju je odslovil z besedami, da »naj se že navadimo, da lokal ni več za tako vrsto ljudi«. Lokal se je nahajal v Mestni galeriji, ki je bila v lasti mestne občine Ljubljana. Skupnost LGBT+ je po incidentu zahtevala, da državni organi reagirajo na nestrpnost ter da obsodijo lokal in ravnanje redarja, katerega dejanje je opravičeval tudi lastnik lokala. Skupnost LGBT+ in aktivisti so po incidentu organizirali t. i. protestno pitje radenske, ki je potekalo nekaj naslednjih petkov. Protestniki in protestnice, ki so pri pitju mineralne vode sodelovali, so v lokalu naročili samo mineralno vodo, zasedli čim več prostih miz in s pitjem izjemno zavlačevali, ter tako zmanjševali dobiček lastniku.
Navkljub pričakovanju, da bodo mestne oblasti dejanje obsodile, se to ni zgodilo, zato so aktivisti ter aktivistke začeli organizirati prvo spontano parado ponosa v Sloveniji, imenovano Obvoznica mimo nestrpnosti – pohod proti homofobiji. Politično kulturna akcija se je začela pred ljubljansko Galerijo ŠKUC in končala pred Mestno hišo. Vključevala je veliko različnih govorcev, tako posameznikov, kot predstavnikov različnih društev, ki so se shoda proti nestrpnosti udeležili (Amnesty International, Društvo za nenasilno komunikacijo, Mirovni inštitut, Društvo za teorijo in kulturo hendikepa ...).
Vsako leto od tedaj se v Ljubljani odvija organizirana parada ponosa, danes imenovana Pride (angl. ponos). Vsako leto nosi drugačen naslov, ki je vezan na aktualno problematiko skupnosti LGBT+.

### Slovenska parada ponosa v Ljubljani
| Leto | Naslov                                    |
| ---- | ----------------------------------------- |
| 2001 | Obvoznica mimo nestrpnosti                |
| 2002 | Država, veš svoj dolg?                    |
| 2003 | Mi drugačni, vi enakopravni               |
| 2004 | Poroka bo!                                |
| 2005 | Registracija je diskriminacija!           |
| 2006 | Dovolj! Odvrzimo maske!                   |
| 2007 | Ponosno naprej!                           |
| 2008 | I feel Slovenia!                          |
| 2009 | Revolucija ljubezni                       |
| 2010 | Dovolj čakanja                            |
| 2011 | Še vedno čakamo!                          |
| 2012 | Naprej v Srednji Vek                      |
| 2013 | Solidarnost in svoboda sta istospolni par |
| 2014 | Ja, in?                                   |
| 2015 | PRIDEm z družino                          |
| 2016 | Mi nismo nič od tega                      |
| 2017 | Odstiranje nevidnega                      |
| 2018 | Neizogibno prepleteni                     |
| 2019 | Presezimo kulturo sovraštva               |
| 2020 | Še vedno čakamo                           |
| 2021 | Uprimo se zatiranju                       |
| 2022 | Čas je za mavrični glas                   |
| 2023 | Več skupnosti, en boj                     |

### Nevladne organizacije v področju človekovih pravic LGBT+ oseb
V letu 2003 je v Ljubljani pričelo delovati Društvo DIH, ki z različnimi aktivnostmi deluje za podporo pripadnikom in pripadnicam LGBT+ skupnosti v Sloveniji. Aktivnosti društva obsegajo pogovorne skupine, delavnice, strokovno svetovanje, tabore, svetovanje glede HIV/aids preventive, publikacije, informiranje preko interneta, sodelovanje pri pripravi in izvedbi Parade ponosa, sodelovanje z drugimi nevladnimi organizacijami na regionalni, nacionalni in mednarodni ravni, ki delujejo na področju pravic LGBT+, pomoč študentom pri pripravi seminarskih in diplomskih nalog, vključevanje prostovoljcev v delo, izobraževanje prostovoljcev, medijske kampanje in okrogle mize, družabne in športne aktivnosti.
Leta 2014 je skupina bi, trans, kvir in aseksualnih oseb ustanovila Kvartir (zloženka iz kvir - ang. queer in "umetnost", ang. art) v prizadevanjih po okrepitvi skupnosti, aktivizma in ustvarjalnosti na področju svojih identitet. Njihova dejavnost se je začela z LGBT+ družabnimi večeri in se z leti razširila na več specializiranih projektov na področju skupnsti in umetnosti, ukvarjajo pa se tudi z LGBT+ spolnim zdravjem.

### Lezbična četrt
Leta 2012 je Lezbična sekcija društva ŠKUC organizirala prvi slovenski festival lezbične ustvarjalnosti in aktivizma z imenom Lezbična četrt. Povod za organizacijo festivala je bila 25-letnica delovanja te sekcije.  Festival je postal sestavni del lezbičnega gibanja v Sloveniji, tesno povezan z oblikovanjem in razvojem slovenske skupnosti LGBTQ+. Z vmesnim premorom med letoma 2014 in 2018 je festival doživel že deset edicij.

### Prva nevladna organizacija za pravice transspolnih oseb
V letu 2014 je pričela neformalno, z letom 2015 pa tudi formalno kot nevladna organizacija - zavod delovati Transfeministična Iniciativa TransAkcija, zavod za podporo in zavezništvo transspolnih oseb. Zavod se v svojih programih ukvarja specifično s podporo transspolnim in cisspolno nenormativnim osebam ter s transspolnostjo povezanimi tematikami. 
Zavod TransAkcija deluje za podporo, informiranje, opolnomočenje in zavezništvo transspolnih oseb v Sloveniji, njegovo ključno poslanstvo pa je zagovorništvo človekovih pravic in svoboščin transspolnih in spolno nenormativnih oseb. Zavod prispeva k vidnosti transspolnih oseb in tematik v javnih družbenih prostorih ter se zavzema za pojavljanje diskurza o spolih, spolnih identitetah in spolnih izrazih v slovenski javnosti.
Zavod s svojimi aktivnostmi pomembno prispeva k vidnosti in sprejemanju transspolnih in cisspolno nenormativnih oseb v slovenski družbi ter k razvoju družbenih narativov v smeri večjega vključevanja raznolikih spolnih identitet in izrazov. 
V produkciji zavoda so nastali Slovar s transspolnostjo povezanih izrazov v slovenskem jeziku, Priročnik o tranziciji za transspolne osebe v Sloveniji, Priročnik za medijsko poročanje o transspolnosti ter serija letnih kulturno-izobraževalnih festivalov TransFormacije in strokovnih posvetov TransMisija. 

### Decentralizacija LGBT+ aktivizma
Leta 2019 je bila v Mariboru organizirana prva parada ponosa v Sloveniji izven Ljubljane. V organizaciji MKC Maribor - Maribor Pride je parada ponosa v Mariboru nato potekala tudi v letih 2021, 2022 in 2023. 
Leta 2019 je začela na Koroškem neformalno delovati skupina, ki se je kasneje v letu 2020 formalizirala kot Zavod Koroška Pride - center za razvoj enakopravnosti. Zavod je v letu 2020 organiziral prvo parado ponosa na slovenskem podeželju - na Koroškem, sledeč s paradami ponosa v letih 2021, 2022 in 2023 ter drugimi aktivnostmi za promocijo LGBT+ aktivizma na slovenskem podeželju. 
Leta 2023 se je v Pomurju formaliziralo društvo Fršlus.  

## Družbene razmere

### Gejevska kultura
V Ljubljani obstaja veliko za geje prijaznih klubov in barov. Začenši z le nekaj se njihovo število iz leta v leto povečuje. Klub K4 v Ljubljani enkrat na mesec (v soboto) organizira žur za geje in lezbijke (K4 ROZA). Kluba Factory in Bolivar gostujeta žure, namenjene gejem in lezbijkam, ki jih organizira skupina Jing Jang. Žuri tam običajno potekajo enkrat mesečno. Drugi za geje prijazni bari in klubi v Ljubljani so Lan, Tiffany in Galerija.

### Skladbe v slovenščini, povezane s tematiko LGBT+
- Videospot pesmi Bumerang pevca Jakoba Kapusa prikazuje različne fetiše in subkulture, med drugim tudi transvestita, twinka in hunka.
- Saša Lendero v pesmi Mamma Mia poje o tem, kako se je nesrečno zagledala v geja.
- V videospotu pesmi Sladek strup pevca Omarja Naberja lahko opazimo poljub med igralcem (Omarjem) in režiserjem.
- Vauks v svoji pesmi Vseh skrivnosti se ne izda poje o dolgoletnem prijatelju, ki mu razkrije, da je gej, in o stiski, ki jo je zaradi tega preživljal
- V videospotu pesmi Challeta Salleta z naslovom Ona je kurva nastopa kraljica preobleke Marlenna.
- Smrt boga in otrok v videospotu pesmi Tipi so pičke prikazujejo strastno poljubljanje med moškima.
- V videospotu pesmi Lepa na pogled pevke Natalije Verboten, ki je bil posnet v Zgornji Kungoti, pevkinem rodnem kraju, se pevka poroči z žensko.

### Nasilje do skupnosti LGBT+
Številni primeri izrazitega nasilja do gejev se pojavljajo po vsej Sloveniji, najodmevnejši se je zgodil 25. julija 2009 v Ljubljani, kjer so se v lokalu Open Cafe, enem izmed znanih ljubljanskih gej barov, trije mlajši zamaskirani moški z baklami znesli nad lokal in celo telesno poškodovali ljudi, pri čemer je bil ranjen tudi gejevski aktivist Mitja Blažič.
Leta 2007 je bilo v Mariboru več posameznikov pretepenih med parado ponosa, in sicer so bili krivci mlajši moški.

### Parada ponosa 2023
17. junija 2023 je v Ljubljani potekala vsakoletna parada ponosa, ki se je začela v avtonomni coni Metelkova, se nadaljevala po Masarykovi cesti, mimo Bavarskega dvora in se zaključila na Kongresnem trgu, kjer so potekali govori in koncert glasbenice Masayah. Udeležilo se je je približno 3500 udeležencev, med njimi tudi predsednica Republike Slovenije Nataša Pirc Musar, ki je udeležence nagovorila. Dogodek je potekal pod geslom »Več skupnosti, en boj« in je pomenil vrhunec vrste večdnevnih festivalskih dogodkov, ki so poudarjali pozive k solidarnosti in skupnemu boju za človekovo dostojanstvo po vsem svetu.
Med parado in po njej so se udeleženci soočali z grožnjami, nasiljem, žalitvami, zažiganjem zastav in uničevanjem zasebne lastnine. Neznani storilec je vrgel steklenico v okno lokala Pritličje, kjer je bila izobešena mavrična zastava. Člani podmladka Slovenske demokratske stranke (SDS) Janeza Janše so skušali udeležence parade izzivati s svetopisemskimi argumenti, da »obstajata samo dva spola«. Zala Klopčič, aktivistka in vplivnica, je na ulici trdila, da je Bog ustvaril ljudi po svoji podobi, pri čemer se je sklicevala na moške in ženske, druge spolne identitete pa naj bi bile propaganda. Posamezniki, povezani s podmladkom SDS, so v objavah na družbenih omrežjih izražali proti-LGBTIQ+ pogled, drugi, med njimi nekdanji vodja podmladka SDS Dominik Štrakl in Urban Purgar, vidna osebnost, povezana z identitarnim gibanjem, pa so objavili protisemitske in homofobne komentarje. Podmladek SDS je trdil, da je žrtev nestrpnosti skupnosti LGBTIQ+, ter uporabljal taktiko projiciranja lastnega ravnanja na druge. Med parado ponosa so ljubljanski policisti prejeli prijavo o neznanem osumljencu, ki je fizično napadel dve osebi in ju lažje poškodoval.
Katja Sešek, predstavnica društva Parada ponosa, je za Radio Slovenija povedala, da takšne sovražnosti ni bilo že več let. Mitja Blažič, dolgoletni aktivist in prejšnja žrtev podobnih napadov, je številne primere nasilja, homofobije in transfobije med Parado ponosa izpostavil kot neprimerljive in zaskrbljujoče. Varuh človekovih pravic Peter Svetina, predsednica Državnega zbora Urška Klakočar Zupančič in predsednica Pirc Musar so obsodili dejanja nestrpnosti in nasilja ter poudarili pomen spoštovanja človekovih pravic in svobode izražanja spolne usmerjenosti. Policija v zvezi s prireditvijo preiskuje prijave fizičnih napadov, tatvin in kršitev javnega reda in miru. Nasilje je 20. junija obsodil tudi predsednik vlade Robert Golob. Predsednik vodilne opozicijske stranke (SDS) Janez Janša in Janševa stranka se na incidente niso odzvali. O dogodkih sta molčala tudi ministrica za pravosodje Dominika Švarc Pipan in minister za notranje zadeve Boštjan Poklukar.

### Grafiti za in proti LGBT+
Po Sloveniji, zlasti v večjih mestih, lahko najdemo različne grafite, ki tako ali drugače omenjajo tematiko LGBT+. Razmah so doživeli zlasti v času pred Referendumom o Zakonu o spremembah in dopolnitvah Zakona o Zakonski zvezi in družinskih razmerjih.

### Javno izražanje LGBT+
V Sloveniji le redko kdaj srečamo neheteroseksualen par, ki se drži za roke, poljublja ali kako drugače očitno izkazuje naklonjenost v javnosti. Pogostejša so taka izražanja s strani lezbičnih parov, do katerih je v Sloveniji nekoliko manj stigme kot do gejevskih parov.
- Žiga Papež (Papster) je v Planici skočil na ciljno ravnino in Petru Prevcu ukradel poljub. Za svoje početje ni bil sankcioniran.

## Reklame z LGBT+ vsebino
- V TV reklami za Radensko fanta rečeta, "rad imam ... fante," in dekleti rečeta "rada imam ... punce".
- Reklamni plakat Hitradio Center (2017) na križišču Tržaške, Aškerčeve in Bleiweisove ceste v Ljubljani, ki prikazuje gejevski par, je prva tovrstna reklama na tako obljudenem mestu.
- Reklamni pano za nedrček ponudnika Otto.si, na katerem se poljubljata dve ženski, je pritegnil marsikateri pogled pozimi 2018.[pojasni]

## Povzemalna tabela
| dekriminalizacija moških homoseksualnih dejanj                                                                                                 | (1977)      |
| ista privolitvena starost za istospolne in raznospolne                                                                                         | (1977)      |
| zakoni proti diskriminaciji na delovnem mestu na podlagi spolne usmerjenosti                                                                   | (1998)      |
| zakoni proti diskriminaciji na podlagi spolne usmerjenosti pri nudenju dobrin in storitev                                                      | (1998)      |
| zakoni proti diskriminaciji na podlagi spolne usmerjenosti na vseh ostalih področjih (vključno s posredno diskriminacijo in sovražnim govorom) | (1998)      |
| možnost registracije istospolne partnerske skupnosti                                                                                           | (2006–2017) |
| možnost sklenitve partnerske zveze | (2017)      |
| posvojitev otroka svojega istospolnega partnerja                                                                                               | Yes         |
| priznanje v tujini opravljene skupne posvojitve otroka s strani istospolnega para                                                              | Yes         |
| možnost proste vključitve v vojsko za geje in lezbijke                                                                                         | Yes         |
| pravica do pravne spremembe pripisanega spola (ob ugotovljeni disforiji spola)                                                                 | Yes         |
| dostop do oploditve z biomedicinsko pomočjo za ženske, ki niso v zvezi z moškim                                                                | No          |
| prepoved spreobrnitvene terapije za mladoletnike LGBT                                                                                          | No          |
| nadomestno materinstvo za istospolne (in raznospolne) pare                                                                                     | No          |
| možnost darovanja krvi kot MSM | (2022)      |
| skupna posvojitev otroka s strani istospolnega para                                                                                            | (2022)      |
| možnost sklenitve istospolne zakonske zveze | (2022)      |